# Jungs glashytta
Jungs glashytta var ett glasbruk på nuvarande Kungsholmen, som då hette Munklägret, och senare på Södermalm i Stockholm. Det grundades 1641 av Stockholmsborgaren Melchior Jung (1615–1678). Enligt Björn Hasselblad anlade han även på 1660-talet ett kimröks- och glasbruk i Rosenviksområdet på Södra Djurgården.

## Historik

Ljuskronan i Kungssalen på Skokloster slott.

Detalj av ljuskronan i Kungssalen på Skokloster. Täta glaspärlekedjor och hängen, blåsta kulor, pressade rosetter av klart, gult och blått glas. Sannolikt tillverkad vid det jungska glasbruket 1670–1671. Gördelmakare Kristoffer Merker.

I början av 1600-talet tillverkades det glas som blåstes i Sverige huvudsakligen av inhemsk sjösand, som gav orent mörkgrönt glas. Denna typ av Waldglas var vanlig och glasmakarna kom ofta från Tyskland och Böhmen. Glaset kallas även skogsglas eller mossglas. Redan på 1300-talet hade glashanteringen spridit sig norrut till de Böhmiska klostren. I Böhmen använde man kaliumbarbonat som flussmedel i motsats till det venetianska glaset där de använde natriumkarbonat. Till en början var glaset starkt förorent av järn och kopparoxider. Det gröna Waldglaset fick en helt annan tyngre form än det venetianska. Med tiden lärde man sig dock att avfärga glasmassan och återupptog även den sedan romartiden obegagnade glasslipningen.
På 1500-talet börjar man även gravera glas. Den böhmiska kalikristallen lämpade sig bättre för slipning och fick snart världsrykte för sin bergkristallsliknande struktur. Tillverkningen av glas bestod till större delen av fönsterglas och flaskor, men man blåste också olika typer av dricksglas efter tyska förebilder. Från Tyskland och Holland importerades stora mängder, trots att glas vid denna tid var en lyxprodukt som endast förekom i rikets förnämsta kretsar. De svenska glasbruken kunde inte tillverka klarglas, eftersom receptet till den klara massan omgavs med stort hemlighetsmakeri av tidens italienska mästare.
Jungs första hytta anlades 1642 vid Gamla Kungsholmsbrons västra brofäste strax söder om dagens Fleminggatan. Här planerade man att tillverka "sköne drickesglas uthaf allehanda så Hållandsk som Frantzösk form och fatzun". Han hade 1641 rest till Paris för att försöka värva italienska glasblåsare, men hade ingen lycka, och man fick därför nöja sig med produktion av waldglas. I stället för dessa anställdes franska glasblåsare men även dessa visade sig inkompetenta och 1647 anställdes i stället italienska glasblåsare i Belgien, som under fem års tid lärde upp svenska arbetare och på 1670-talet kunde bruket slutligen framställa "venedische christal", alltså klar glasmassa.
Glashyttan förstördes genom vådeld i mars 1652 men återuppfördes på Södermalm vid Saltsjön, ungefär 150 meter rakt öster om Södra stadshuset. Glasbruket på Södermalm gav på 1660-talet mer än 40 familjer sin försörjning, och 1675 sysselsatte han åtta mästare och tio hantlangare.
Glasbruket framställde fönsterglas, flaskor, och olika typer av dricksglas från enklare till eleganta pokaler och kredensglas samt glaspärlor och "ädelstenar" i färgat och ofärgat glas. I Jungs glashytta tillverkades även ljuskronor av glas. Av allt att döma är det en av dessa hos Jung tillverkade ljuskronor som ännu hänger i Kungssalen på Skoklosters slott. Tillverkningsåret är okänt men den fanns på Skokloster åtminstone redan 1672.
På Jungs verkstad på Södermalm tillverkades på 1670-talet ljuskronor behängda med glas. Ljuskronan på Skoklosters slott har gjutna pärlor och hängen av glas. Den är tillverkad i början av 1670-talet vid Melchior Jungs glasbruk i Stockholm. Modellen är av venetiansk barocktyp. Sedan 1672 hänger ljuskronan i Kungssalen på Skoklosters slott. Från "Glasfabriquen", ett nytt konkurrerande glasbruk som anlades 1776, och senare var känt som Kungsholms glasbruk, kom däremot en mindre krona och några av Skoklosters lystrar (ljusstakar med prismor) och lampetter.
Melchior Jung avled 1678 och lämnade över driften till sin son Gustaf Jung, sonen tog över driften av hyttan tillsammans med sin styvmor. Men Gustaf Jung lämnade snart Stockholm. I samband med anläggandet av Kungsholmens glasbruk intrigerades kraftigt mot Gustaf Jung, vars glasbruk utgjorde konkurrens, och 1678 lades bruket ned. Gustaf Jung tvingades istället flytta över till Finland. I Nystad i Finland grundade han 1681 Finlands första glasbruk, Nystads glasbruk. Redan 1685 brann dock hans glashytta tillsammans med större delen av staden ned till grunden, och han återvände till Stockholm 1688 för att försöka konkurrera med Kungsholmens glasbruk en andra gång. Det uppges  att han blåste liv i faderns gamla glasbruk. Det är dock troligare att han öppnade en egen hytta på Djurgården. Det gick inget vidare och redan 1694 tvingades glasbruket stänga. Kartor från 1690–1695 visar att det legat ett glasbruk på Djurgården ungefär där bron till Beckholmen började. Det är oklart vem som drev detta bruk, men det kanske var just här som Gustaf Jungs nya hytta låg. Redan 1694 tvingades glasbruket stänga. Samma dag som han dog upphörde glasblåsningen på Djurgården.

## Gatu- och kvartersnamn
Jungs glashytta gav upphov till flera gatunamn i Stockholm. Bruket på Kungsholmen gav upphov till Glasbruksgatan som är det äldsta belagda namnet för Fleminggatan. Jungs bruk på Södermalm gav upphov till dagens Glasbruksgatan som sträcker sig mellan Katarinavägen och Nytorgsgatan. På Södermalm är flera kvarter uppkallade efter glashyttan, exempelvis Glasbruksklippan, Glasbruket Större, Mindre, Östra, Wästra och Öfra.